# Національна школа мостів та доріг
Націона́льна шко́ла мості́в та дорі́г (фр. École nationale des ponts et chaussées) — один із найстаріших у світі цивільних інженерних навчальних закладів, заснований у 1747 році архітектором-мостобудівником Жан-Родольфом Перроне. Має статус самостійного підрозділу Паризького технологічного інституту (фр. Institut des sciences et technologies de Paris або скор. фр. ParisTech) і готує лише магістрів і докторів наук. Кампус — в місті Шам-сюр-Марн у департаменті Сена і Марна.

## Структура
Підготовка магістрів в інженерній галузі (фр. Diplôme d'ingénieur, англ. Master of Engineering) здійснюється у наступних підрозділах:
- Департамент цивільного будівництва (фр. Génie civil et construction (GCC));
- Департамент машинобудування і матеріалознавства (фр. Génie mécanique et matériaux (GMM));
- Департамент прикладної математики і комп'ютерних наук (фр. Ingéniérie mathématique et informatique (IMI));
- Департамент промислового будівництва (фр. Génie industriel (GI));
- Департамент гуманітарних наук, економіки, менеджменту і фінансів (фр. Sciences humaines, économie, gestion, finance (SEGF));
- Департамент містобудування, навколишнього середовища і транспорту (фр. Ville, environnement, transport (VET)).

Працює також департамент «першого року» (фр. 1ère année) для вступників із незакінченою вищою освітою (дворічний бакалаврат). Є можливість підвищення кваліфікації (фр. Mastère spécialisé, англ. Post-Master Professional Certificate).

## Відомі випускники та викладачі
- Поль Андре (1938 — 2018) — архітектор, відомий своїми проектами об'єктів транспортної інфраструктури та громадського призначення;
- Анрі Беккерель (1852—1908) — фізик, першовідкривач радіоактивності;
- Ежен Бельгран (1810—1878) — інженер, брав участь в роботах з оновлення міста Парижа у другій половині XIX століття; член Французької академії наук;
- Фюльжанс Б'єнвеню (1852—1936) — інженер, творець Паризького метрополітену;
- Андре Блондель (1863—1938) — фізик, винахідник осцилографа, член Французької академії наук;
- Марі Франсуа Саді Карно (1837—1894) — інженер і політик, президент Французької республіки (1887—1894);
- Оґюстен-Луї Коші (1789—1857) — математик, член Французької академії наук;
- Антуан Шезі (1718—1798) — математик та інженер-гідравлік;
- Гаспар-Гюстав Коріоліс (1792—1843) — математик, інженер і вчений, член Французької академії наук;
- Огюстен Жан Френель (1788—1827) — фізик, відомий своїми дослідженнями в області оптики, член Французької академії наук;
- Ежен Фрессіне (1879—1962) — інженер-мостобудівельник, один з винахідників попередньо напруженого залізобетону;
- Жозеф Луї Гей-Люссак (1778—1850) — фізик і хімік;
- Клод-Луї Нав'є (1785—1836) — інженер і учений, автор низки праць з будівельної механіки, опору матеріалів, теорії пружності, гідравліки і гідродинаміки.
- Жан-Родольф Перроне (1708—1794) — архітектор та інженер, відомий творець нового напряму мостобудування, засновник Національної школи мостів та доріг;
- Гаспар де Проні (1755—1839) — математик та інженер-гідравлік, член Французької академії наук;
- Анрі Дарсі (1806—1858) — інженер-гідравлік, що зробив вагомий внесок в розвиток гідравліки пористих середовищ.
- Жак Бресс (1822—1883) — інженер і математик, відомий науковими дослідженнями в галузі будівельної механіки.